# Maria de la nuit
Pour plus de détails, voir Fiche technique et Distribution.
Maria de la nuit est un film français réalisé par Willy Rozier, sorti en 1936.

## Synopsis
Un jeune homme est accusé à tort d'avoir au volant de sa voiture renversé un cycliste, qu'il avait en fait tenté de secourir.

## Fiche technique
- Titre : Maria de la nuit
- Réalisation : Willy Rozier
- Scénario et dialogues : Willy Rozier
- Photographie : Georges Lucas
- Décors : Robert-Jules Garnier
- Musique : Jacques Dallin et Willy Rozier
- Montage : Raymond Lamy et Willy Rozier
- Production : Fédéral Film
- Pays d'origine :  France
- Format : Noir et blanc - 35 mm - Son mono
- Genre : Drame
- Durée : 80 minutes
- Date de sortie : 
  - France - 3 juillet 1936

## Distribution
- Gina Manès : Maria de la nuit
- Paul Bernard : Jacques
- Monique Rolland : Laurence
- Abel Tarride : le président Revel
- Camille Bert
- Maurice Marceau